# Eredivisie 2021-22
L'Eredivisie 2021-22 va ser la 66a edició de l'Eredivisie, la primera divisió de futbol neerlandesa. El torneig va començar el 13 d'agost del 2021 i va finalitzar el 15 de maig del 2022. L'equip campió fou l'Ajax d'Amsterdam, amb 2 punts d'avantatge sobre el PSV Eindhoven.

## Equips
L'SC Cambuur (promocionat després d'una absència de cinc anys), el Go Ahead Eagles i el NEC Nijmegen (tots dos promocionats després de quatre anys d'absència) varen pujar des de l'Eerste Divisie 2020–21. L'ADO Den Haag (descendit després de tretze anys a primera), el VVV-Venlo (després de quatre anys) i l'FC Emmen (després de tres anys) van baixar a l'Eerste Divisie 2021–22.

### Estadis i localitzacions
| Club             | Lloc       | Seu                       | Capacitat | Posició el 2020–21 |
| ---------------- | ---------- | ------------------------- | --------- | ------------------ |
| AFC Ajax         | Amsterdam  | Johan Cruijff ArenA       | 55,500    | 1r                 |
| AZ Alkmaar       | Alkmaar    | AFAS Stadion              | 19,478    | 3r                 |
| SC Cambuur       | Leeuwarden | Cambuur Stadion           | 10,500    | 1D, 1r             |
| Feyenoord        | Rotterdam  | De Kuip                   | 47,500    | 5è                 |
| Fortuna Sittard  | Sittard    | Fortuna Sittard Stadion   | 10,300    | 11è                |
| Go Ahead Eagles  | Deventer   | De Adelaarshorst          | 10,000    | 1D, 2n             |
| FC Groningen     | Groningen  | Euroborg                  | 22,550    | 7è                 |
| SC Heerenveen    | Heerenveen | Abe Lenstra Stadion       | 27,224    | 12è                |
| Heracles Almelo  | Almelo     | Erve Asito                | 12,080    | 9è                 |
| N.E.C.           | Nijmegen   | Goffertstadion            | 12,500    | PO, W              |
| PEC Zwolle       | Zwolle     | MAC³PARK stadion          | 14,000    | 13è                |
| PSV              | Eindhoven  | Philips Stadion           | 36,500    | 2n                 |
| RKC Waalwijk     | Waalwijk   | Mandemakers Stadion       | 07,500    | 15è                |
| Sparta Rotterdam | Rotterdam  | Spartastadion Het Kasteel | 11,000    | 8è                 |
| FC Twente        | Enschede   | De Grolsch Veste          | 30,205    | 10è                |
| FC Utrecht       | Utrecht    | Stadion Galgenwaard       | 23,750    | 6è                 |
| SBV Vitesse      | Arnhem     | GelreDome                 | 21,248    | 4t                 |
| Willem II        | Tilburg    | Koning Willem II Stadion  | 14,500    | 14è                |

### Equips per província
| Número d'equips | Província        | Equip(s)                                                |
| --------------- | ---------------- | ------------------------------------------------------- |
| 4               | Overijssel       | Go Ahead Eagles, Heracles Almelo, PEC Zwolle, FC Twente |
| 3               | Brabant del Nord | PSV, RKC Waalwijk, Willem II                            |
| 2               | Frísia           | SC Cambuur, sc Heerenveen                               |
| 2               | Gelderland       | NEC Nimega, Vitesse                                     |
| 2               | Holanda del Nord | AFC Ajax, AZ Alkmaar                                    |
| 2               | Holanda del Sud  | Feyenoord, Sparta Rotterdam                             |
| 1               | Groningen        | FC Groningen                                            |
| 1               | Limburg          | Fortuna Sittard                                         |
| 1               | Utrecht          | FC Utrecht                                              |

### Personal i equipació
Nota: Les banderes indiquen l'equip nacional tal com s'ha definit a les regles d'elegibilitat de la FIFA. Els jugadors i entrenadors poden tenir més d'una nacionalitat no FIFA.
| Equip            | Entrenador            | Capità            | Fabricant de l'equipació | Espònsor principal                 |
| ---------------- | --------------------- | ----------------- | ------------------------ | ---------------------------------- |
| AFC Ajax         | Erik ten Hag          | Dušan Tadić       | Adidas                   | Ziggo                              |
| AZ Alkmaar       | Pascal Jansen         | Owen Wijndal      | Nike                     | AFAS Software                      |
| SC Cambuur       | Dennis Haar (interí)  | Erik Schouten     | Craft                    | Bouwgroep Dijkstra Draisma         |
| Feyenoord        | Arne Slot             | Jens Toornstra    | Adidas                   | EuroParcs                          |
| Fortuna Sittard  | Sjors Ultee           | Ben Rienstra      | Masita                   | Hurkmans Groep                     |
| Go Ahead Eagles  | Kees van Wonderen     | Bas Kuipers       | Stanno                   | Jumper De diersuper                |
| FC Groningen     | Danny Buijs           | Mo El Hankouri    | Robey                    | Office Centre                      |
| sc Heerenveen    | Ole Tobiasen (interí) | Erwin Mulder      | Jako                     | Ausnutria                          |
| Heracles Almelo  | Frank Wormuth         | Janis Blaswich    | Acerbis                  | Asito                              |
| NEC Nijmegen     | Rogier Meijer         | Rens van Eijden   | Legea                    | KlokGroep                          |
| PEC Zwolle       | Dick Schreuder        | Bram van Polen    | Craft                    | VDK Groep                          |
| PSV              | Roger Schmidt         | Marco van Ginkel  | Puma                     | Metropoolregio Brainport Eindhoven |
| RKC Waalwijk     | Joseph Oosting        | Melle Meulensteen | Stanno                   | Willy Naessens                     |
| Sparta Rotterdam | Maurice Steijn        | Adil Auassar      | Robey                    | D&S Groep                          |
| FC Twente        | Ron Jans              | Wout Brama        | Meyba                    | Pure Energie                       |
| FC Utrecht       | Rick Kruys (interí)   | Willem Janssen    | Nike                     | T-Mobile                           |
| SBV Vitesse      | Thomas Letsch         | Danilho Doekhi    | Nike                     | eToro                              |
| Willem II        | Kevin Hofland         | Pol Llonch        | Robey                    | DESTIL                             |

### Canvis d'entrenador
| Equip            | Entrenador sortint | Tipus de sortida         | Data de sortida  | Posició a la taula | Substituït per          | Data de nomenament | Ref.        |
| ---------------- | ------------------ | ------------------------ | ---------------- | ------------------ | ----------------------- | ------------------ | ----------- |
| Feyenoord        | Dick Advocaat      | Fi de contracte          | 30 juny 2021     | Pretemporada       | Arne Slot               | 1 juliol 2021      |             |
| PEC Zwolle       | Bert Konterman     | Fi de l'interinatge      | 30 juny 2021     | Pretemporada       | Art Langeler            | 1 juliol 2021      |             |
| Willem II        | Željko Petrović    | Fi de contracte          | 30 juny 2021     | Pretemporada       | Fred Grim               | 1 juliol 2021      | [ 3 ]       |
| RKC Waalwijk     | Fred Grim          | Fitxat pel Willem II     | 30 juny 2021     | Pretemporada       | Joseph Oosting          | 1 juliol 2021      | [ 4 ]       |
| PEC Zwolle       | Art Langeler       | Dimissió                 | 16 novembre 2021 | 18è                | Dick Schreuder          | 18 novembre 2021   | [ 5 ] [ 6 ] |
| SC Heerenveen    | Johnny Jansen      | Cessat                   | 24 gener 2022    | 10è                | Ole Tobiasen (interí)   | 27 gener 2022      | [ 7 ]       |
| Willem II        | Fred Grim          | Cessat                   | 8 març 2022      | 15è                | Denny Landzaat (interí) | 8 març 2022        |             |
| Willem II        | Denny Landzaat     | Fi de l'interinatge      | 14 març 2022     | 16è                | Kevin Hofland           | 14 març 2022       |             |
| FC Utrecht       | René Hake          | Cessat                   | 22 març 2022     | 7è                 | Rick Kruys (interí)     | 22 març 2022       | [ 8 ]       |
| SC Cambuur       | Henk de Jong       | Substitució per malaltia | 29 març 2022     | 9è                 | Dennis Haar (interí)    | 30 març 2022       |             |
| Sparta Rotterdam | Henk Fraser        | Dimissió                 | 24 abril 2022    | 18è                | Maurice Steijn          | 26 abril 2022      | [ 9 ]       |
| Heracles Almelo  | Frank Wormuth      | Cessat                   | 16 maig 2022     | 16è                | René Kolmschot (interí) | 16 maig 2022       | [ 10 ]      |

## Classificacions

### Taula
| Pos | Equip               | PJ | PG | PE | PP | GF | GC | DG  | Pts | Classificació o descens                                                    |
| --- | ------------------- | -- | -- | -- | -- | -- | -- | --- | --- | -------------------------------------------------------------------------- |
| 1   | AFC Ajax (C)        | 34 | 26 | 5  | 3  | 98 | 19 | +79 | 83  | Classificació per la Fase de grups de la Champions League                  |
| 2   | PSV Eindhoven       | 34 | 26 | 3  | 5  | 86 | 42 | +44 | 81  | Classificació per la Tercera ronda de classificació de la Champions League |
| 3   | Feyenoord           | 34 | 22 | 5  | 7  | 76 | 34 | +42 | 71  | Classificació per la Fase de grups de la Lliga Europa de la UEFA           |
| 4   | FC Twente           | 34 | 20 | 8  | 6  | 55 | 37 | +18 | 68  | Classificació per la Tercera ronda de la Europa Conference League          |
| 5   | AZ Alkmaar (O)      | 34 | 18 | 7  | 9  | 64 | 44 | +20 | 61  | Classificació pels play-offs per competició europea                        |
| 6   | SBV Vitesse         | 34 | 15 | 6  | 13 | 42 | 51 | −9  | 51  | Classificació pels play-offs per competició europea                        |
| 7   | FC Utrecht          | 34 | 12 | 11 | 11 | 51 | 46 | +5  | 47  | Classificació pels play-offs per competició europea                        |
| 8   | SC Heerenveen       | 34 | 11 | 8  | 15 | 37 | 50 | −13 | 41  | Classificació pels play-offs per competició europea                        |
| 9   | SC Cambuur          | 34 | 11 | 6  | 17 | 53 | 70 | −17 | 39  |                                                                            |
| 10  | RKC Waalwijk        | 34 | 9  | 11 | 14 | 40 | 51 | −11 | 38  |                                                                            |
| 11  | NEC                 | 34 | 10 | 8  | 16 | 38 | 52 | −14 | 38  |                                                                            |
| 12  | FC Groningen        | 34 | 9  | 9  | 16 | 41 | 55 | −14 | 36  |                                                                            |
| 13  | Go Ahead Eagles     | 34 | 10 | 6  | 18 | 37 | 51 | −14 | 36  |                                                                            |
| 14  | Sparta Rotterdam    | 34 | 8  | 11 | 15 | 30 | 48 | −18 | 35  |                                                                            |
| 15  | Fortuna Sittard     | 34 | 10 | 5  | 19 | 36 | 67 | −31 | 35  |                                                                            |
| 16  | Heracles Almelo (R) | 34 | 9  | 7  | 18 | 33 | 49 | −16 | 34  | Play-offs de descens                                                       |
| 17  | Willem II (R)       | 34 | 9  | 6  | 19 | 32 | 57 | −25 | 33  | Descens a l'Eerste Divisie                                                 |
| 18  | PEC Zwolle (R)      | 34 | 7  | 6  | 21 | 26 | 52 | −26 | 27  | Descens a l'Eerste Divisie                                                 |

1. ↑  Com que els guanyadors de la KNVB Cup 2021–22, el PSV, s'havien classificat per la Champions League per la seva posició en lliga, el play-off per la Lliga Europa que mereix el guanyador de la KNVB Cup es va trasferir al tercer de la lliga, el Feyenoord, el millor equip que no tenia ja plaça de Champions League.

## Resultats

### Quadre creuat de resultats
| Casa \ Fora      | AJA | AZ  | CAM | FEY | FOR | GAE | GRO | HEE | HER | NEC | PEC | PSV | RKC | SPA | TWE | UTR | VIT | WIL |
| ---------------- | --- | --- | --- | --- | --- | --- | --- | --- | --- | --- | --- | --- | --- | --- | --- | --- | --- | --- |
| AFC Ajax         |     | 1–2 | 9–0 | 3–2 | 5–0 | 0–0 | 3–0 | 5–0 | 3–0 | 5–0 | 3–0 | 5–0 | 3–2 | 2–1 | 5–0 | 0–1 | 5–0 | 5–0 |
| AZ Alkmaar       | 2–2 |     | 0–0 | 2–1 | 2–1 | 5–0 | 1–0 | 2–1 | 2–1 | 1–1 | 3–2 | 0–3 | 1–3 | 3–1 | 0–1 | 5–1 | 3–1 | 4–1 |
| SC Cambuur       | 2–3 | 1–3 |     | 2–3 | 2–1 | 5–2 | 1–2 | 1–2 | 2–1 | 1–2 | 3–4 | 1–2 | 1–1 | 1–1 | 2–0 | 2–1 | 1–6 | 1–1 |
| Feyenoord        | 0–2 | 1–0 | 3–1 |     | 5–0 | 2–0 | 1–1 | 3–1 | 2–1 | 5–3 | 4–0 | 2–2 | 2–2 | 4–0 | 1–2 | 2–1 | 0–1 | 2–0 |
| Fortuna Sittard  | 0–5 | 1–2 | 1–0 | 1–3 |     | 1–0 | 1–4 | 2–0 | 0–2 | 1–3 | 0–1 | 1–4 | 2–2 | 3–0 | 2–1 | 2–2 | 1–2 | 1–0 |
| Go Ahead Eagles  | 2–1 | 1–4 | 3–0 | 0–1 | 4–3 |     | 0–1 | 0–1 | 4–2 | 0–2 | 1–0 | 1–2 | 0–2 | 2–0 | 1–2 | 1–1 | 1–2 | 4–0 |
| FC Groningen     | 1–3 | 2–0 | 2–3 | 1–1 | 0–1 | 2–1 |     | 1–1 | 0–1 | 4–3 | 1–1 | 0–1 | 1–1 | 1–2 | 1–1 | 0–0 | 0–1 | 1–0 |
| SC Heerenveen    | 0–2 | 1–3 | 3–3 | 0–3 | 1–0 | 3–1 | 3–1 |     | 2–0 | 0–1 | 0–1 | 1–1 | 3–2 | 0–0 | 2–3 | 1–2 | 1–2 | 2–1 |
| Heracles Almelo  | 0–0 | 3–2 | 1–1 | 1–4 | 3–1 | 1–1 | 4–2 | 0–1 |     | 0–1 | 2–0 | 0–2 | 1–0 | 1–3 | 1–1 | 1–0 | 0–0 | 3–2 |
| N.E.C.           | 0–1 | 1–3 | 2–3 | 1–4 | 0–1 | 1–0 | 3–0 | 1–1 | 0–0 |     | 2–0 | 1–2 | 1–1 | 0–0 | 0–2 | 0–3 | 0–1 | 0–0 |
| PEC Zwolle       | 0–2 | 2–1 | 1–2 | 1–2 | 0–1 | 0–1 | 1–1 | 0–1 | 1–0 | 1–1 |     | 1–2 | 0–0 | 1–1 | 1–3 | 1–1 | 0–1 | 2–0 |
| PSV              | 1–2 | 1–2 | 4–1 | 0–4 | 5–0 | 2–0 | 5–2 | 3–1 | 3–1 | 3–2 | 3–1 |     | 2–0 | 2–1 | 5–2 | 4–1 | 2–0 | 4–2 |
| RKC Waalwijk     | 0–5 | 1–0 | 0–1 | 0–2 | 2–1 | 1–1 | 3–1 | 0–0 | 2–0 | 2–1 | 0–2 | 1–4 |     | 1–0 | 1–2 | 1–1 | 1–2 | 1–2 |
| Sparta Rotterdam | 0–1 | 1–1 | 0–4 | 0–1 | 3–1 | 1–0 | 1–1 | 1–1 | 1–1 | 1–1 | 2–0 | 1–2 | 1–1 |     | 0–1 | 0–3 | 2–2 | 1–0 |
| FC Twente        | 1–1 | 3–1 | 1–0 | 0–0 | 1–2 | 2–2 | 3–0 | 2–0 | 1–0 | 1–2 | 1–0 | 3–3 | 2–1 | 2–0 |     | 1–0 | 3–0 | 1–1 |
| FC Utrecht       | 0–3 | 2–2 | 3–2 | 3–1 | 1–1 | 0–0 | 1–3 | 2–1 | 1–0 | 1–0 | 5–1 | 0–1 | 2–2 | 4–0 | 1–1 |     | 1–1 | 5–1 |
| SBV Vitesse      | 2–2 | 0–0 | 1–0 | 2–1 | 1–1 | 1–2 | 1–3 | 1–2 | 2–1 | 4–1 | 1–0 | 0–5 | 1–2 | 0–1 | 1–4 | 2–1 |     | 0–3 |
| Willem II        | 0–1 | 2–2 | 1–3 | 0–4 | 1–1 | 0–1 | 2–1 | 0–0 | 2–0 | 0–1 | 1–0 | 2–1 | 3–1 | 0–3 | 0–1 | 3–0 | 1–0 |     |

## Play-offs per Europa
Els play-offs europeus van ser disputats pels quatre equips millor classificats que encara no estaven classificats per a cap torneig europeu. Els partits es van jugar a doble ronda, del 18 al 29 de maig. El guanyador va rebre un lloc a la segona ronda de classificació de la Lliga Europa Conferència de la UEFA 2022–23.

### Equips classificats
| Equip         | Posició | Classificació |
| ------------- | ------- | ------------- |
| AZ Alkmaar    | 5       | 1             |
| SBV Vitesse   | 6       | 2             |
| FC Utrecht    | 7       | 3             |
| SC Heerenveen | 8       | 4             |

### Quadre
|  | Semifinals | Semifinals         | Semifinals  | Semifinals | Semifinals |   |   | Final      | Final | Final | Final | Final |
|  |            |                    |             |            |            |   |   |            |       |       |       |       |
|  | 1          | AZ Alkmaar         | 2           | 2          | 4          |   |   |            |       |       |       |       |
|  | 4          | SC Heerenveen      | 3           | 0          | 3          |   |   |            |       |       |       |       |
|  |            |                    |             |            |            |   | 1 | AZ Alkmaar | 1     | 6     | 7     |       |
|  |            | 2                  | SBV Vitesse | 2          | 1          | 3 |   |            |       |       |       |       |
|  | 2          | SBV Vitesse (prò.) | 1           | 3          | 4          |   |   |            |       |       |       |       |
|  | 3          | FC Utrecht         | 3           | 0          | 3          |   |   |            |       |       |       |       |

### Semifinals

#### Primera volta
| 19 maig 2022 | SC Heerenveen                                    | 3–2     | AZ Alkmaar                 | Heerenveen                                                   |  |
| 18:45 CEST   | - Van Hooijdonk 58' - Sarr 90' - Halilović 90+5' | Informe | - Evjen 59' - Pavlidis 65' | Abe Lenstra Stadion · 15,765 espectadors · Jeroen Manschot · |  |

| 19 maig 2022 | FC Utrecht                                              | 3–1     | SBV Vitesse  | Utrecht                                                    |  |
| 21:00 CEST   | - Janssen 3' - Van de Streek 21' - Gustafson 81' (pen.) | Informe | - Vroegh 85' | Stadion Galgenwaard · 17,524 espectadors · Dennis Higler · |  |

#### Segona volta
| 22 maig 2022 | AZ Alkmaar                  | 2–0 (Total: 4–3) | SC Heerenveen | Alkmaar                                              |  |
| 14:30 CEST   | - de Wit 5' - Aboukhlal 88' | Informe          |               | AFAS Stadion · 11,521 espectadors · Danny Makkelie · |  |

| 22 maig 2022 | SBV Vitesse                                          | 3–0 (Total: 4–3) | FC Utrecht | Arnhem                                             |  |
| 18:00 CEST   | - Manhoef 39' - Tronstad 52' - Baden Frederiksen 93' | Informe          |            | GelreDome · 13,675 espectadors · Allard Lindhout · |  |

### Final

#### Primera volta
| 26 maig 2022 | SBV Vitesse                | 2–1     | AZ Alkmaar   | Arnhem                                            |  |
| 20:00 CEST   | - Buitink 22' - Openda 86' | Informe | - Clasie 59' | GelreDome · 17,547 espectadors · Pol van Boekel · |  |

#### Segona volta
| 29 maig 2022 | AZ Alkmaar                                                          | 6–1 (Total: 7–3) | SBV Vitesse  | Alkmaar                                           |  |
| 14:30 CEST   | - Pavlidis 3' - Reijnders 13', 52' - De Wit 41' - Karlsson 75', 89' | Informe          | - Bazoer 78' | AFAS Stadion · 15,222 espectadors · Bas Nijhuis · |  |

## Play-offs d'ascens i descens
Els llocs es van assignar en funció de la classificació final després de la temporada regular. L'equip millor classificat va obtenir el cap de sèrie més alt (número més baix). Es considera que els equips de l'Eredivisie estaven millor classificats que els equips de l'Eerste Divisie.
Si un partit estava igualat al final del temps de joc normal, es jugava la pròrroga (dos períodes de quinze minuts cadascun) i seguit, si calia, d'una tanda de penals per determinar els guanyadors.
Set equips, sis de l'Eerste Divisie i un de l'Eredivisie, van jugar per un lloc a l'Eredivisie 2022–23. Els sis equips restants jugarien a l'Eerste Divisie 2022–23. L'equip cap de sèrie o l'equip de l'Eredivisie sempre acull el partit de tornada.

### Equips classificats
| Equip            | Posició | Classificació |
| ---------------- | ------- | ------------- |
| Heracles Almelo  | 16      | 1             |
| FC Eindhoven     | 3       | 2             |
| ADO Den Haag     | 4       | 3             |
| Roda JC Kerkrade | 5       | 4             |
| Excelsior        | 6       | 5             |
| NAC Breda        | 8       | 6             |
| De Graafschap    | 9       | 7             |

### Primera ronda

#### Primera volta
| 9 maig 2022 | De Graafschap            | 1–1     | FC Eindhoven          | Doetinchem                                      |  |
| 20:00 CEST  | - Gravenberch 73' (pen.) | Informe | - Sleegers 12' (pen.) | De Vijverberg · 10,022 espectadors · Alex Bos · |  |

| 10 maig 2022 | NAC Breda   | 1–2     | ADO Den Haag                     | Breda                                                           |  |
| 18:45 CEST   | - Maria 74' | Informe | - Steijn 34' - Komljenovic 90+3' | Rat Verlegh Stadion · 16,728 espectadors · Edwin van de Graaf · |  |

| 10 maig 2022 | Excelsior                           | 2–2     | Roda JC Kerkrade        | Rotterdam                                                        |  |
| 21:00 CEST   | - Goudmijn 9' - Dallinga 42' (pen.) | Informe | - Vente 67' - Marzo 68' | Van Donge & De Roo Stadion · 3,178 espectadors · Rob Dieperink · |  |

#### Segona volta
| 13 maig 2022 | FC Eindhoven                           | 3–1 (Total: 4–2) | De Graafschap  | Eindhoven                                                        |  |
| 20:00 CEST   | - Ogenia 10' - Brym 22' - Sleegers 24' | Informe          | - Kaandorp 16' | Jan Louwers Stadion · 4,200 espectadors · Jannick van der Laan · |  |

| 14 maig 2022 | ADO Den Haag                         | 2–1 (Total: 4–2) | NAC Breda       | Den Haag                                                    |  |
| 16:30 CEST   | - Malone 76' (o.g.) - Moreo Klas 79' | Informe          | - Banzuzi 90+3' | Cars Jeans Stadion · 10,379 espectadors · Allard Lindhout · |  |

| 14 maig 2022 | Roda JC Kerkrade | 0–2 (Total: 2–4) | Excelsior                          | Kerkrade                                                          |  |
| 20:00 CEST   |                  | Informe          | - Driouech 95' - Agrafiotis 120+3' | Parkstad Limburg Stadion · 14,763 espectadors · Jochem Kamphuis · |  |

### Semifinals

#### Primera volta
| 17 maig 2022 | ADO Den Haag                    | 2–1     | FC Eindhoven          | Den Haag                                                    |  |
| 20:00 CEST   | - Moreo Klas 15' - Verheydt 28' | Informe | - Sleegers 74' (pen.) | Cars Jeans Stadion · 10,475 espectadors · Jochem Kamphuis · |  |

| 18 maig 2022 | Excelsior                                   | 3–0     | Heracles Almelo | Rotterdam                                                                 |  |
| 18:45 CEST   | - Azarkan 21' - Dallinga 74' - Driouech 85' | Informe |                 | Van Donge & De Roo Stadion · 4,400 espectadors · Martin van den Kerkhof · |  |

#### Segona volta
| 21 maig 2022 | FC Eindhoven | 1–2 (Total: 2–4) | ADO Den Haag                        | Eindhoven                                               |  |
| 16:30 CEST   | - Amevor 89' | Informe          | - Verheydt 16' - Seedorf 26' (o.g.) | Jan Louwers Stadion · 4,200 espectadors · Bas Nijhuis · |  |

| 21 maig 2022 | Heracles Almelo | 1–3 (Total: 1–6) | Excelsior                                     | Almelo                                                |  |
| 20:00 CEST   | - Bakış 28'     | Informe          | - Dallinga 47' - Wieffer 63' - Agrafiotis 83' | Erve Asito · 6,924 espectadors · Edwin van de Graaf · |  |

### Final

#### Anada
| 24 maig 2022 | Excelsior     | 1–1     | ADO Den Haag   | Rotterdam                                                        |  |
| 20:00 CEST   | - Azarkan 47' | Informe | - Steijn 90+2' | Van Donge & De Roo Stadion · 4,400 espectadors · Dennis Higler · |  |

#### Tornada
| 29 maig 2022                                                                             | ADO Den Haag                                                                             | 4–4 (Total: 5–5) | Excelsior                                                                                                | Den Haag                                                                                                 | |
| 18:00 CEST                                                                               | - Verheydt 35' - Pires 40' - Steijn 47' - Komljenovic 97'                                | Informe          | - Azarkan 79' - Niemeijer 83' - Dallinga 90+3' - El Yaakoubi 109'                                        | Cars Jeans Stadion · 15,000 espectadors · Danny Makkelie ·                                               | |
|                                                                                          |                                                                                          | Tanda de penals  | | | |
| * Kemper - Matthys - Moreo Klas - Asante - Komljenovic - Puclin - Ćatić - Esajas - Amofa | * Kemper - Matthys - Moreo Klas - Asante - Komljenovic - Puclin - Ćatić - Esajas - Amofa | 7–8              | * El Yaakoubi - Baas - Eyongo - Nieuwpoort - Driouech - Ormonde-Ottewill - Admiraal - Wieffer - Horemans | * El Yaakoubi - Baas - Eyongo - Nieuwpoort - Driouech - Ormonde-Ottewill - Admiraal - Wieffer - Horemans | * El Yaakoubi - Baas - Eyongo - Nieuwpoort - Driouech - Ormonde-Ottewill - Admiraal - Wieffer - Horemans |

## Estadístiques

### Golejadors
| Posició | Jugador               | Club            | Gols |
| ------- | --------------------- | --------------- | ---- |
| 1       | Sébastien Haller      | AFC Ajax        | 21   |
| 2       | Loïs Openda           | SBV Vitesse     | 18   |
| 3       | Vanguelis Pavlidis    | AZ Alkmaar      | 16   |
| 3       | Ricky van Wolfswinkel | FC Twente       | 16   |
| 5       | Jesper Karlsson       | AZ Alkmaar      | 15   |
| 5       | Guus Til              | Feyenoord       | 15   |
| 7       | Jørgen Strand Larsen  | FC Groningen    | 14   |
| 8       | Bryan Linssen         | Feyenoord       | 13   |
| 8       | Dušan Tadić           | AFC Ajax        | 13   |
| 10      | Zian Flemming         | Fortuna Sittard | 12   |
| 10      | Cody Gakpo            | PSV Eindhoven   | 12   |
| 10      | Luis Sinisterra       | Feyenoord       | 12   |

### Hat-tricks
| Rnd | Jugador          | Club       | Gols          | Data            | Local      | Marcador | Visitant  |
| --- | ---------------- | ---------- | ------------- | --------------- | ---------- | -------- | --------- |
| 11  | Bart Ramselaar   | FC Utrecht | 10', 25', 67' | 31 octubre 2021 | FC Utrecht | 5–1      | Willem II |
| 22  | Sébastien Haller | AFC Ajax   | 53', 85', 88' | 13 febrer 2022  | AFC Ajax   | 5–0      | FC Twente |

### Assistències
| Posició | Jugador               | Club       | Assistències |
| ------- | --------------------- | ---------- | ------------ |
| 1       | Dušan Tadić           | AFC Ajax   | 19           |
| 2       | Cody Gakpo            | PSV        | 13           |
| 2       | Jesper Karlsson       | AZ Alkmaar | 13           |
| 4       | Steven Berghuis       | AFC Ajax   | 11           |
| 4       | Joey Veerman          | PSV        | 11           |
| 6       | Owen Wijndal          | AZ Alkmaar | 10           |
| 7       | Orkun Kökçü           | Feyenoord  | 9            |
| 8       | Issa Kallon           | SC Cambuur | 8            |
| 8       | Bryan Linssen         | Feyenoord  | 8            |
| 8       | Ricky van Wolfswinkel | FC Twente  | 8            |

### Porteria a zero
| Posició | Jugador              | Club             | Porteries a zero |
| ------- | -------------------- | ---------------- | ---------------- |
| 1       | Remko Pasveer        | AFC Ajax         | 17               |
| 2       | Lars Unnerstall      | FC Twente        | 12               |
| 3       | Mattijs Branderhorst | N.E.C.           | 10               |
| 4       | Justin Bijlow        | Feyenoord        | 9                |
| 5       | Yanick van Osch      | Fortuna Sittard  | 8                |
| 6       | Joël Drommel         | PSV              | 7                |
| 7       | Kostas Lamprou       | PEC Zwolle       | 6                |
| 7       | Maduka Okoye         | Sparta Rotterdam | 6                |
| 7       | Timon Wellenreuther  | Willem II        | 6                |
| 10      | Janis Blaswich       | Heracles Almelo  | 5                |
| 10      | Warner Hahn          | Go Ahead Eagles  | 5                |
| 10      | Erwin Mulder         | SC Heerenveen    | 5                |
| 10      | Maarten Paes         | FC Utrecht       | 5                |
| 10      | Markus Schubert      | SBV Vitesse      | 5                |
| 10      | Maarten Stekelenburg | AFC Ajax         | 5                |
| 10      | Etienne Vaessen      | RKC Waalwijk     | 5                |

### Disciplina

#### Jugador
- Més targetes grogues: 10
  -  Matúš Bero (SBV Vitesse)
  -  Adam Maher (FC Utrecht)
  -  Mark van der Maarel (FC Utrecht)
- Més targetes vermelles: 2
  -  Joris Kramer (Go Ahead Eagles)
  -  Mike te Wierik (FC Groningen)

#### Club
- Més targetes grogues: 65
  - SBV Vitesse
- Més targetes vermelles: 6
  - SBV Vitesse
  - Willem II

## Premis

### Premis mensuals
| Mes      | Jugador del mes | Jugador del mes | Talent del mes       | Talent del mes | Ref    | Equip del mes |
| Mes      | Jugador         | Club            | Jugador              | Club           | Ref    | Equip del mes |
| -------- | --------------- | --------------- | -------------------- | -------------- | ------ | --- |
| Agost    | Bruma           | PSV             | Ali Akman            | N.E.C.         | [ 16 ] | Wellenreuther (Willem II); Mazraoui (AFC Ajax), Janssen (FC Utrecht), Blind (AFC Ajax); Seuntjens (Fortuna Sittard), Kökçü (Feyenoord), Bruma (PSV); Linssen (Feyenoord), Akman (N.E.C.), Kramer (RKC Waalwijk), Tadić (AFC Ajax).                     |
| Setembre | Guus Til        | Feyenoord       | Jurriën Timber       | AFC Ajax       | [ 17 ] | Wellenreuther (Willem II); Blind (AFC Ajax), Martínez (AFC Ajax), J. Timber (AFC Ajax), Mazraoui (AFC Ajax); Gakpo (PSV), Til (Feyenoord), Toornstra (Feyenoord); Tadić (AFC Ajax), Boere (SC Cambuur), Seuntjens (Fortuna Sittard)                    |
| Octubre  | Luuk Brouwers   | Go Ahead Eagles | Elayis Tavşan        | N.E.C.         | [ 18 ] | Pasveer (AFC Ajax); Mazraoui (AFC Ajax); J. Timber (AFC Ajax); Bazoer (SBV Vitesse); Wijndal (AZ Alkmaar); Sangaré (PSV); Brouwers (Go Ahead Eagles); Tavşan (N.E.C.); Openda (SBV Vitesse); Tadić (AFC Ajax); Pavlidis (AZ Alkmaar)                   |
| Novembre | Ibrahim Sangaré | PSV             | Jurriën Timber       | AFC Ajax       | [ 19 ] | Unnerstall (FC Twente); Mazraoui (AFC Ajax), J. Timber (AFC Ajax), Bakker (SC Heerenveen), Blind (AFC Ajax); Sangaré (PSV), Bazoer (SBV Vitesse); Linssen (Feyenoord), Tadić (AFC Ajax), Bruma (PSV); Strand Larsen (FC Groningen)                     |
| Desembre | Jesper Karlsson | AZ Alkmaar      | Antony               | AFC Ajax       | [ 20 ] | Vindahl Jensen (AZ Alkmaar); Mwene (PSV), J. Timber (AFC Ajax); Schuurs (AFC Ajax), Blind (AFC Ajax); Kökçü (Feyenoord), Sangaré (PSV); Antony (AFC Ajax); Linssen (Feyenoord), Karlsson (AZ Alkmaar); Odgaard (RKC Waalwijk)                          |
| Gener    | Orkun Kökçü     | Feyenoord       | Yukinari Sugawara    | AZ Alkmaar     | [ 21 ] | Stevens (SC Cambuur); Mazraoui (AFC Ajax), Hilgers (FC Twente); Beukema (AZ Alkmaar), Wijndal (AZ Alkmaar); Aursnes (Feyenoord), Kökçü (Feyenoord); Sugawara (AZ Alkmaar); De la Torre (Heracles Almelo), Openda (SBV Vitesse); Kramer (RKC Waalwijk)  |
| Febrer   | Orkun Kökçü     | Feyenoord       | Daishawn Redan       | PEC Zwolle     | [ 22 ] | Van Osch (Fortuna Sittard); Mauro Júnior (PSV), J. Timber (AFC Ajax), Martínez (AFC Ajax), Meijer (FC Groningen); J. Veerman (PSV), Berghuis (AFC Ajax), Kökçü (Feyenoord); Sinisterra (Feyenoord), Haller (AFC Ajax), Redan (PEC Zwolle)              |
| Març     | Eran Zahavi     | PSV             | Ryan Gravenberch     | AFC Ajax       | [ 23 ] | Okoye (Sparta Rotterdam); Brenet (FC Twente), Pröpper (FC Twente), Pleguezuelo (FC Twente), Max (PSV); De Leeuw (FC Groningen), Brouwers (Go Ahead Eagles), Gravenberch (AFC Ajax), Karlsson (AZ Alkmaar); Zahavi (PSV), Haller (AFC Ajax)             |
| Abril    | Davy Klaassen   | AFC Ajax        | Sydney van Hooijdonk | SC Heerenveen  | [ 24 ] | De Keijzer (FC Utrecht); Dasa (SBV Vitesse), Blind (AFC Ajax), Mauro Júnior (PSV); J. Veerman (PSV), Klaassen (AFC Ajax), Kökçü (Feyenoord); Van Hooijdonk (SC Heerenveen), Van Wolfswinkel (FC Twente), Pavlidis (AZ Alkmaar), Sinisterra (Feyenoord) |
| Maig     | Loïs Openda     | SBV Vitesse     | Brian Brobbey        | AFC Ajax       | [ 25 ] | Mvogo (PSV Eindhoven); Van Rooij (NEC), Dammers (Willem II), El Karouani (NEC), Smal (FC Twente); Doan (PSV Eindhoven), Álvarez (AFC Ajax); Thy (Sparta Rotterdam), Openda (SBV Vitesse), Limnios (FC Twente); Brobbey (AFC Ajax)                      |

### Premis anuals
| Premi                    | Jugador        | Club     |
| ------------------------ | -------------- | -------- |
| Jugadord de la temporada | Jurriën Timber | AFC Ajax |
| Talent de la temporada   | Jurriën Timber | AFC Ajax |